# Juncus benghalensis
Juncus benghalensis är en tågväxtart som beskrevs av Carl Sigismund Kunth. Juncus benghalensis ingår i släktet tåg, och familjen tågväxter. Inga underarter finns listade i Catalogue of Life.